# Classificação tátil-visual
A Classificação Tátil-visual de solos é um sistema baseado no tato e na visão, por isso, para sua realização, é necessário um técnico experiente e bem treinado, que tenha prática nesse procedimento. É desejável que tenha, também, um bom conhecimento do solo da região analisada.
Essa técnica se baseia em alguns testes de classificação:
1. Tátil: esfrega-se o solo na mão para sentir sua aspereza. Areias são mais ásperas que as argilas;
2. Plasticidade: tenta-se moldar pequenos cilindros de solo úmido. Argilas são moldáveis e silte e areias não;
3. Resistência do solo seco: Torrões de argilas são resistente, de silte pouco resistente e areias nem formam torrões;
4. Dispersão em água: Argilas sedimentam mais lentamente que silte e bem mais que areias quando dispersas em água.